# 26713 Iusukyin
26713 Iusukyin este un asteroid din centura principală de asteroizi.

## Descriere
26713 Iusukyin este un asteroid din centura principală de asteroizi. A fost descoperit pe 13 aprilie 2001 la Desert Beaver Observatory de William Kwong Yu Yeung. Asteroidul prezintă o orbită caracterizată de o semiaxă mare de 3,10 ua, o excentricitate de 0,09 și o înclinație de 11,8° în raport cu ecliptica.